# Cronicons Barcinonenses
Els Cronicons Barcinonenses són un conjunt de cronicons redactats en llatí, excepte dos, i que començaren a ser redactats entre el 1149 i el 1153 a l'empara de les gestes militars de Ramon Berenguer IV de Barcelona, Príncep d'Aragó i Comte de Barcelona, durant la Croada contra al-Mariyya (1147) i les conquestes de Tortosa, Lleida i Fraga.

## Chronicon Ulianense
El Chronicon Ulianense és un cronicó de la sèrie de Cronicons Barcinonenses, escrits en la seva majoria en llatí, i que començaren a ser redactats entre el 1149 i el 1153 a l'empara de les gestes militars de Ramon Berenguer IV de Barcelona, Príncep d'Aragó i Comte de Barcelona. Aquest conté notícies des del 1113; fou un cronicó iniciat a Barcelona i traslladat a Santa Maria d'Ullà a finals del segle xiii, on fou continuat fins al 1409.

## Altres
- Cronicó de Skokloster
- Cronicó de Sant Cugat
- Cronicó dels Usatges
- Chronica communia
- Cronicó Barceloní I
- Cronicó Barceloní II
- Chronicon Barcinonenses I
- Chronicon Barcinonenses II
- Chronicon Barcinonenses III
- Chronicon Barcinonenses IV
- Cronicó de Sant Feliu de Guíxols